# Dorfkirche Gödern

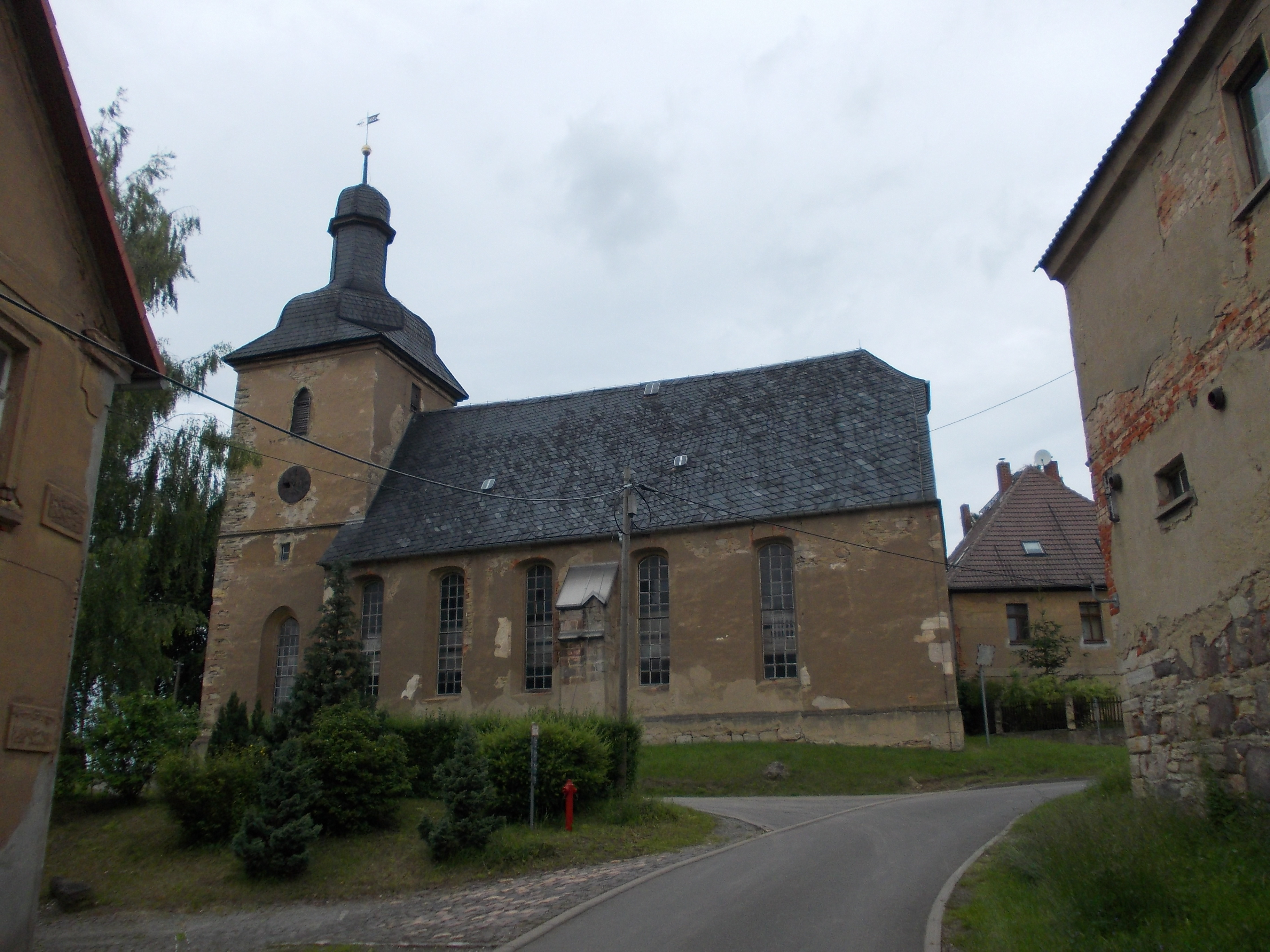
Die Kirche

Die evangelisch-lutherische Dorfkirche Gödern steht im Ortsteil Gödern der Gemeinde Göhren im Landkreis Altenburger Land in Thüringen.

## Geschichte
Das Gotteshaus von Gödern wurde 1507 errichtet. Es besitzt ein rechteckiges Gebäude mit Westturm. Das Gotteshaus hat ein Westportal mit Stabwerkgewänden. Der Turm besitzt eine achteckige Schweifkuppel aus dem Jahr 1704.
Im 19. Jahrhundert baute die Kirchengemeinde die umlaufende Empore ein, auf die an der Ostseite die Orgel eingebaut worden ist.